# NIMBY
NIMBY (акроним от англ. not in my back yard — «не на моём заднем дворе») — англоязычный термин, обозначающий сопротивление местных жителей строительству или иным изменениям инфраструктуры на территориях, прилегающих к их домам. Чаще всего используется в негативном смысле.
Термин был введён в 1980 году Эмили Травел Ливези и был популяризован британским политиком Николасом Ридли из Консервативной партии. NIMBY подразумевает как осуждение инфраструктурного развития в целом, так и частных случаев уплотнения существующей застройки. Как правило, речь идёт о сопротивлении общественно значимым проектам (атомные электростанции, предприятия химической промышленности, военные базы, аэродромы, убежища для бездомных, пункты временного размещения мигрантов, пенитенциарные учреждения и т. п.), когда местные жители в принципе одобряют возведение подобных объектов, но в отдалении от места их текущего проживания. Использование термина подразумевает, что оппоненты развития имеют узкие взгляды на ситуацию, основанные на эгоизме.
В английском языке существуют подобные неологизмы для описания сопротивления инфраструктурным проектам со стороны бизнеса и индустрии, или даже для осуждения любого инфраструктурного развития: BANANA — аббревиатура от англ. build absolutely nothing anywhere near anything, что в переводе означает «не стройте абсолютно ничего, нигде, рядом с чем бы то ни было».

## Заявленное обоснование
События, которые могут вызвать возражения на местном уровне, включают:
- Развитие инфраструктуры, такой как новые дороги и зоны обслуживания автомагистралей, линии легкорельсового транспорта и метро, велосипедная и пешеходная инфраструктура, аэропорты, электростанции, развитие розничной торговли, продажа общественных активов, линии электропередачи, очистные сооружения, свалки и тюрьмы;
- Добыча полезных ископаемых, включая руду, агрегаты и углеводороды, из шахт, карьеров и нефтяных или газовых скважин, соответственно;
- Генераторы возобновляемой энергии, такие как ветряные электростанции и солнечные панели;
- Предприятия, торгующие товарами, воспринимаемыми как аморальные, такими как видео для взрослых, винные магазины и аптеки с медицинским каннабисом;
- Жилье, воспринимаемое как в первую очередь приносящее пользу обездоленным людям, такое как субсидируемое жилье для обездоленных в финансовом отношении, вспомогательное жилье для психически больных, приюты для наркоманов и преступников и дома для бездомных;
- Услуги, предназначенные для определенных стигматизированных групп (например, потребителей инъекционных наркотиков), такие как метадоновые клиники, программы обмена шприцев, центры детоксикации наркотиков и контролируемые места инъекций;

Заявленные причины, препятствующие этим разработкам, различаются, и некоторые из них приведены ниже.
- Увеличение трафика: больше рабочих мест, больше жилья или больше магазинов коррелирует с увеличением трафика на местных улицах и увеличением спроса на парковочные места. Промышленные объекты, такие как склады, заводы или свалки, часто увеличивают объем движения грузовиков.
- Вред для местного малого бизнеса: развитие крупного магазина может создать слишком большую конкуренцию местному магазину; аналогичным образом, строительство новой дороги может сделать старую дорогу менее посещаемой, что приведет к потере бизнеса для владельцев недвижимости. Это может привести к чрезмерным затратам на переезд или к потере уважаемых местных предприятий.
- Потеря стоимости жилой недвижимости: дома вблизи нежелательной застройки могут быть менее желательными для потенциальных покупателей. Упущенная выгода от налогов на имущество может быть или не быть компенсирована увеличением доходов от проекта.
- Световое загрязнение: проекты, которые работают в ночное время или включают охранное освещение (например, уличные фонари на парковке), могут наносить неудобства людям из-за светового загрязнения.
- Шумовое загрязнение: в дополнение к шуму дорожного движения, проект по своей сути может быть шумным. Это распространенное возражение против ветроэнергетики, аэропортов, дорог и многих промышленных объектов, а также стадионов, фестивалей и ночных клубов, которые особенно шумны ночью, когда местные жители хотят спать[2].
- Визуальный недостаток и неспособность «вписаться» в окружающую архитектуру: предлагаемый проект может быть уродливым или особенно большим, или отбрасывать тень на область из-за его высоты[3].
- Нехватка государственных ресурсов и школ: эта причина указана для любого увеличения численности местного населения, поскольку могут потребоваться дополнительные школьные помещения для дополнительных детей, но особенно для проектов, которые могут привести к присоединению определенных категорий людей к сообществу, таких как групповой дом для людей с ограниченными возможностями или иммигрантов.
- Непропорциональная выгода для иногородних: такие проекты, могут приносить пользу отдалённым людям, таким как инвесторы (в случае коммерческих проектов, таких как заводы или крупные магазины) или люди из соседних районов (в случае проектов регионального правительства, таких как аэропорты, автомагистрали, очистка сточных вод или свалки).
- Рост преступности: это обычно характеризует проекты, которые воспринимаются как привлечение или трудоустройство низкоквалифицированных работников или расовых меньшинств, а также проекты, которые обслуживают людей, которые, как считается, часто совершают преступления, таких как психически больные, бедные и наркоманы. Кроме того, некоторые типы проектов, такие как пабы и бары, могут восприниматься как прямое увеличение количества преступлений в этом районе.
- Риск (экологической) катастрофы, такой как буровые работы, химическая промышленность, плотины или атомные электростанции.
- Исторические районы: пострадавший район внесен в реестр объектов культурного наследия из-за его многочисленных старых объектов, которые сохраняются как таковые.

Как правило, многие возражения угадываются или опасаются, потому что возражения с большей вероятностью будут успешными до начала строительства. Часто бывает слишком поздно возражать против проекта после его завершения, поскольку новые дополнения вряд ли будут отменены.
Как следует из списка, протесты могут происходить по противоположным причинам. Новая дорога или торговый центр могут привести к увеличению трафика и возможностей для работы для одних и снижению трафика для других, нанося ущерб местному бизнесу.
Люди в районе, затронутом планами, иногда создают организацию, которая может собирать деньги и организовывать мероприятия по возражению. Нимбиисты могут нанять адвоката для подачи официальных апелляций и связаться со средствами массовой информации, чтобы получить общественную поддержку своего дела.

## Вариации термина
НИМБИ и производные от него термины «НИМБИизм», «нимби» и «нимбиисты» косвенно относятся к дискуссиям о развитии в целом или к конкретному случаю. Как таковое, их использование по своей сути является спорным. Этот термин обычно применяется к противникам развития, подразумевая, что у них узкие, эгоистичные или близорукие взгляды. Его использование часто носит уничижительный характер.

### NIMN
Термин «Не в моем районе», или NIMN (Not in my neighborhood), также часто используется. NIMN дополнительно относится к законодательным актам или частным соглашениям, заключенным с единственной целью сохранения расовой идентичности в пределах определенного района или жилого района путем принудительного недопущения представителей других рас в этот район. 

### NAMBI
NAMBI — not against my business or industry, что в переводе означает «не против моего бизнеса или отрасли», используется в качестве ярлыка для любой коммерческой организации, которая выражает недовольство действиями или политикой, угрожающими этому бизнесу, в результате чего считается, что они жалуются на принцип действия или политики только в своих интересах, а не для всех аналогичных деловых организаций, которые в равной степени пострадали бы от действий или политики. Этот термин служит критикой того возмущения, которое бизнес выражает, когда неискренне изображает свой протест в интересах всех других предприятий. Такая маркировка может возникнуть, например, когда активисты бросают вызов оппозиции, выраженной бизнесом, занимающимся городским развитием, что, в свою очередь, заставляет бизнес протестовать и обращаться за поддержкой к другим предприятиям, чтобы они также не столкнулись с проблемами там, где они стремятся к городскому развитию. Этот термин также служит риторическим противовесом НИМБИ. Это рассматривается как эквивалент НИМБИ теми, кто выступает против рассматриваемого бизнеса или отрасли.

### BANANA и CAVE
BANANA (build absolutely nothing anywhere near anything) — это аббревиатура от «не стройте абсолютно ничего, нигде, рядом с чем бы то ни было». Этот термин чаще всего используется для критики продолжающегося противодействия определенных правозащитных групп развитию земельных ресурсов. Этот термин обычно используется в контексте планирования в Великобритании.
В Соединённых Штатах существует связанное с этим явление «CAVE people» — служит аббревиатурой от citizens against virtually everything — «граждане практически против всего».

### PIBBY
PIBBY — это аббревиатура от «place in blacks' back yard», которая в переводе означает «место на заднем дворе у негров». Этот принцип указывает на то, что люди с предполагаемыми социальными, расовыми и экономическими привилегиями возражают против развития на их собственных задних дворах, и если нежелательный объект должен быть построен, то он должен быть построен таким образом, чтобы его предполагаемый вред непропорционально влиял на бедных, социально обездоленных людей. Люди, находящиеся в неблагоприятном экономическом положении, могут не захотеть или не иметь возможности нанять адвоката, чтобы подать апелляцию правильным образом, или у них могут возникнуть более неотложные проблемы, чем новый соседний строительный проект. Движение за экологическую справедливость указало, что нимбиизм ведет к экологическому расизму. Роберт Д. Буллард, директор Ресурсного центра экологической справедливости при Университете Атланты Кларка, утверждает, что официальные ответы на явления НИМБИ привели к принципу ПИББИ. 

## Вопросы для обсуждения
Использование понятия «НИМБИ» и аналогичных терминов часто подвергалось критике. Например, этот термин часто используется для того, чтобы отмахнуться от групп как от эгоистичных или плохо информированных, однако у этих же групп могут быть достоинства, которые упускаются из виду.

### В пользу развития
Часто обсуждаемые спорные моменты в пользу развития включают более высокую занятость, налоговые поступления, предельные затраты на удаленное развитие, безопасность и экологические выгоды. Сторонники развития могут обвинять местных жителей в эгоизме, элитарности, местничестве, расизме и анти-разнообразии, неизбежности критики и ошибочных или нереалистичных заявлениях о предотвращении разрастания городов. Если люди, которые не хотят, чтобы их беспокоили, видят общую необходимость в учреждении, таком как аэропорт, они обычно предлагают другое место. Но с точки зрения общества, другое место может быть не лучше, так как люди, живущие там, вместо этого испытывают беспокойство.

### В пользу местного суверенитета
Сторонники НИМБИ, могут иметь различные мотивации и могут быть объединены только потому, что они выступают против определенного проекта. Например, некоторые могут выступать против любых значительных изменений или разработок, независимо от типа, цели или происхождения. Другие, если проект рассматривается как навязанный посторонними, могут придерживаться строгих принципов самоуправления, местного суверенитета, местной автономии и самоуправления. Эти люди считают, что у местных жителей должен быть окончательный выбор, и что любой проект, затрагивающий местных жителей, должен явно приносить пользу им самим, а не корпорациям с отдаленными инвесторами или центральными правительствами. Третьи могут возражать против конкретного проекта из-за его характера, например, выступая против атомной электростанции из-за страха радиации, но принимая местное предприятие по обращению с отходами в качестве муниципальной необходимости.

## Примеры

### Канада

#### Новая Шотландия
В июле 2012 года жители округа Кингс выступили против закона, разработанного в течение трёх лет консультаций и слушаний, позволяющего строить ветрогенераторы вблизи жилых домов. Аналогичная тема возникла в сентябре 2009 года, когда жители там собрались против ветрогенератора в Дигби-Нек. В январе 2011 года жители Лоуренстауна в округе Галифакс открыто выступили против строительства башни сотовой связи. Предложенная застройка центра Дартмута в августе 2012 года также была оспорена жителями. В феврале 2013 года, некоторые жители округа Луненберг выступили против строительства ветряных электростанций в этом районе, заявив: «Это промышленный объект, расположенный в центре сельской местности Новой Шотландии. Ему там не место».
В марте 2013 года некоторые жители общины Блокхаус выступили против строительства и развития завода по переработке отходов, который один владелец бизнеса назвал «свалкой». Завод мог бы предложить 75 рабочих мест для сообщества, насчитывающего примерно 5900 человек. В том же месяце муниципальные советники Честера одобрили строительство ветряных турбин в этом районе, несмотря на некоторую местную оппозицию.

### Япония
Движение «Мурайкен Ундо», или «Нет больных проказой в нашей префектуре», было финансируемым правительством японским общественным движением в области здравоохранения и социального обеспечения, которое появилось между 1929 и 1934 годами.
В 2001 году, когда закон о профилактике проказы был признан неконституционным, премьер-министр, министр социального обеспечения и Национальный парламент опубликовали заявления с извинениями перед больными проказой и их семьями. Несколько губернаторов префектур принесли извинения в общественных санаториях.
Были случаи, когда движения НИМБИ управляли Большими интересами Токио. Железные дороги синкансэн были тщательно спроектированы для смягчения последствий туннельного заграждения из-за жалоб жителей близлежащих районов, так что Япония является единственной страной с такими строгими правилами (и сопутствующим финансовым бременем) в отношении туннельных и аэродинамических конструкций. Это одна из ключевых причин, по которой существует так много моделей поездов Синкансэн.

#### Аэропорт Нарита
Начиная с 1966 года движение борьбы Санридзука выступало против строительства международного аэропорта Нарита. Первоначально план аэропорта также включал высокоскоростную железнодорожную линию, которая была демонтирована. Сторонники НИМБИ также предотвратили расширение очень короткой второй взлётно-посадочной полосы перегруженного аэропорта (непригодной для чего-либо, кроме узкофюзеляжных самолетов малой дальности) до конца 2000-х годов, когда международный аэропорт Ханеда был открыт для международного движения, поскольку дополнительные взлётно-посадочные полосы на свалке были завершены с дополнительными затратами на многие миллиарды долларов; вторая взлётно-посадочная полоса была удлинена до 2500 метров (8200 футов). Вторая взлётно-посадочная полоса Нарита по-прежнему не соответствует первоначальным чертежам 1974 года и влияет на эксплуатационные возможности аэропорта. 

#### Одакю
Электрическая железная дорога Одакю, в настоящее время обеспечивающая транзит по коридору с 5 миллионами человек, проживающих в нескольких минутах ходьбы от зоны железнодорожного и автобусного сообщения, была первоначально построена в довоенную эпоху, и по мере роста населения Токио спрос на железнодорожные перевозки в пригородах резко возрос. К 1960-м годам от толкачей осии требовалось запихивать людей в переполненные поезда, и железная дорога Одакю стремилась расширить свои двухпутные линии до четырех, что позволило увеличить количество проходящих поездов и сократить время пробега, а также уменьшить скученность и перегруженность в ожидании и удержании поездов. Сторонники НИМБИ, живущие недалеко от железной дороги в округе Сэтагая, боролись с попытками компании приобрести землю; Одакю пытались купить каждый участок земли по отдельности, предлагая высокие цены. Оппозиция жителей Сэтагайи долгое время боролась с компанией через суды и законодательные органы. К 1993 году, после трех десятилетий попыток, стало очевидно, что этот план провалился, и компания решила пойти на многомиллиардное решение: проложить две линии под землей, а затем добавить две новые линии, уложенные сверху, чтобы сделать четыре пути в каждом направлении для 12 станций и 10,4 км., вместо того, чтобы приобретать землю. Решение компании было принято в 1993 году, а к 2004 году было уже завершено строительство одного участка.

### Великобритания

#### Оксфордский мемориал
Оксфордский мемориал гражданской войны в Испании, построенный в 2017 году, посвящен местным жителям, которые служили в Интернациональных бригадах и британском батальоне против испанских националистических сил, поддерживаемых Гитлером и Муссолини. Мемориал находится за пределами центра города, потому что все предложения по планированию возведения мемориала в центре были отклонены по многим причинам, а члены совета либерал-демократов выступили против всех предложенных мест. Против создания памятника также выступили Фонд охраны Оксфорда и Ассоциация жителей Лондона. Нынешнее размещение мемориала было третьим предложенным местом, при этом заявки на планирование двух предыдущих были отклонены городским советом Оксфорда. Первым предложенным местом была Боннская площадь, которая была отклонена, поскольку противники сослались на то, что гранит не был камнем, родом из Оксфорда. Вторым предложенным местом был Сент-Джайлс, который также был отклонен советниками, утверждая, что близость антифашистского мемориала к нынешним военным мемориалам оскорбит память людей, погибших во время Второй мировой войны. Некоторые возражали против мемориала, потому что он не чтил «обе стороны… в духе примирения и прощения», и назвал проект «агрессивным по отношению к памяти жертв конфликта».
Член совета либерал-демократов Элизабет Уэйд выступала против каждого предлагаемого места для памятника в Оксфорде, хотя она утверждала, что в принципе никогда не была против. Она описала второе предложение о Сент-Джайлсе рядом с мемориалами Первой и Второй мировых войн в Оксфорде как «агрессивное и триумфальное». Описывая себя как историка и выступая в «Оксфорд Мейл», она затем выступила против третьего и нынешнего местоположения, потому что считала, что памятник с красным флагом прославит коммунизм несмотря на то, что на памятнике никогда не предлагалось появиться красному флагу. Её отказ от каждого предложения привел к тому, что крупнейшая и самая продолжительная левая газета Великобритании «Морнинг Стар» назвала её НИМБИ.